# روندا بريتن
روندا بريتن Rhonda Britten (ولدت باسم روندا ويتانين؛ 1 ديسمبر 1960 في تو هاربورز، مينيسوتا ) هي مؤسسة معهد الحياة الجريئة، ومتحدثة عامة، ومؤلفة، وممثلة.

## نشأته
كانت الطفلة الوسطى بين ثلاث فتيات، وكانت هدف للإساءة الجسدية والعاطفية من قبل والدها المطلق. في سن 14 سنة، كانت الشاهد الوحيد على قيام والدها بإطلاق النار على والدتها وقتلها ثم إطلاق النار على نفسه، وكان هذا أحد الأسباب الرئيسية التي جعلتها تتلقى المشورة والتدريب على الحياة.
ظهرت في العشرينيات من عمرها في مسلسل متزوجين... مع الأطفال حلقة هل تعتقد أنني مثير (1990) بدور دونا المثيرة؛  وبصفتها طالبة في حلقة 22 فبراير 1991 من مسلسل Perfect Strangers. 

## الحياة المهنية
عام 2001 أسست معهد الحياة بلا خوف بعد أن حاولت الانتحار ثلاث مرات وأدركت أن الخوف كان هو جوهر مشاكلها. في مقابلة مع تيرا ويلينغتون حول المعهد، قالت روندا: "لا يمكن لأحد أن يكون شجاع بمفرده. ولكن، يجب أن تكون مستعد لتغيير حياتك." في العام نفسه، كانت "طبيبة الحياة" في برنامج الواقع البريطاني "ساعديني يا روندا"، والذي استمر حتى عام 2003. 
ربما تكون معروفة بشكل أفضل باعتبارها مدربة الحياة الرئيسية في مسلسل تلفزيون الواقع Starting Over من عام 2003 إلى عام 2006. خلال فترة عملها في العرض، فازت هي وزملاؤها المشاركون، إيانلا فانزانت، والدكتور ستان كاتز، وطاقم العمل بجائزة إيمي النهارية؛ وهي المرة الأولى التي يفوز بها أي برنامج واقعي بهذه الجائزة. 
في عام 2010، لعبت دور مدربة الحياة في الموسم السابع من برنامج Celebrity Fit Club [الإنجليزية] على قناة VH1

### التأليف
هي مؤلفة أربعة كتب من أكثر الكتب مبيعًا: "
- الحب بلا خوف" (2004)
- غيّر حياتك في 30 يومًا (2005)
- هل أبدو سمينة بهذا؟: تغلب على جسدك واستمر في حياتك" (2007)
- العيش بلا خوف: عش بلا أعذار وأحب بلا ندم (2011).[10]

## روابط خارجية
- Rhonda Britten في قاعدة بيانات الأفلام على الإنترنت
- Fearless Living Institute official website